# 瓣睾低颈吸虫
瓣睾低颈吸虫（学名：Hypoderaeum vigi）为棘口科低颈属的动物。分布于俄罗斯以及中国大陆的福建等地，营寄生生活，宿主家鸭、斑嘴潜鸭、红头潜鸭、弯嘴滨鹬、赤嘴小鸭及弯嘴滨鹬的肠道中。